# Amphitomariidae
Amphitomariidae zijn een uitgestorven familie van weekdieren uit de klasse van de Gastropoda (slakken).

## Taxonomie
Het volgende geslacht is bij de familie ingedeeld:
- † Neamphitomaria Bandel [in Dockery], 1993